# Wierdense Veld
Het Wierdense Veld is een natuur- en waterwingebied ten noorden van rijksweg N35 tussen Wierden en Nijverdal in de Nederlandse provincie Overijssel. De oppervlakte is ongeveer 420 hectare. Sinds 1968 wordt het beheerd door Landschap Overijssel. Nadat aanwijzing in 2008 nog vanwege agrarische belangen geblokkeerd werd, is het gebied sinds 2016 Natura 2000-gebied. 
Het is een gedeeltelijk voor turf vergraven veen-heidegebied met droge en natte heide, veenputten en berkenstruwelen. Op de heide loopt vaak een schaapskudde van circa 300 Veluwse heideschapen. De kraanvogel en de watersnip komen er tot broeden. De korhoender leefde er tot in de jaren 1990. In het Wierdense Veld komen drie soorten slangen voor, de adder, de ringslang en de gladde slang. 
Het nog resterende hoogveengebied, dat zo'n 12 hectare beslaat, heeft ernstig last van verdroging, vermesting en vergrassing. Door ingrijpende beheersmaatregelen is de vorming van nieuw hoogveen op bescheiden schaal weer mogelijk gemaakt. De grondwaterstand is plaatselijk verhoogd door het ingraven van een foliescherm. De vernatting resulteerde in de groei van zeldzame planten zoals lavendelheide en ook hoogveenmos.
De provincie Overijssel stelt dat landbouw, drinkwaterwinning en natuurherstel op en rond het Wierdense Veld lastig zijn te combineren. Het gebiedsproces gericht op een afweging van te realiseren doelen werd daarom in 2019 stilgelegd en de Natura 2000-status van het gebied staat ter discussie.
Het Wierdense Veld is te bezoeken via enkele openbare zandwegen. Vanwege de kwetsbaarheid van het gebied is het verder niet toegankelijk. Een klein gedeelte (30 hectare) gelegen aan de Bruine Hoopsweg bestaat uit vrij toegankelijk bos.

## Externe link

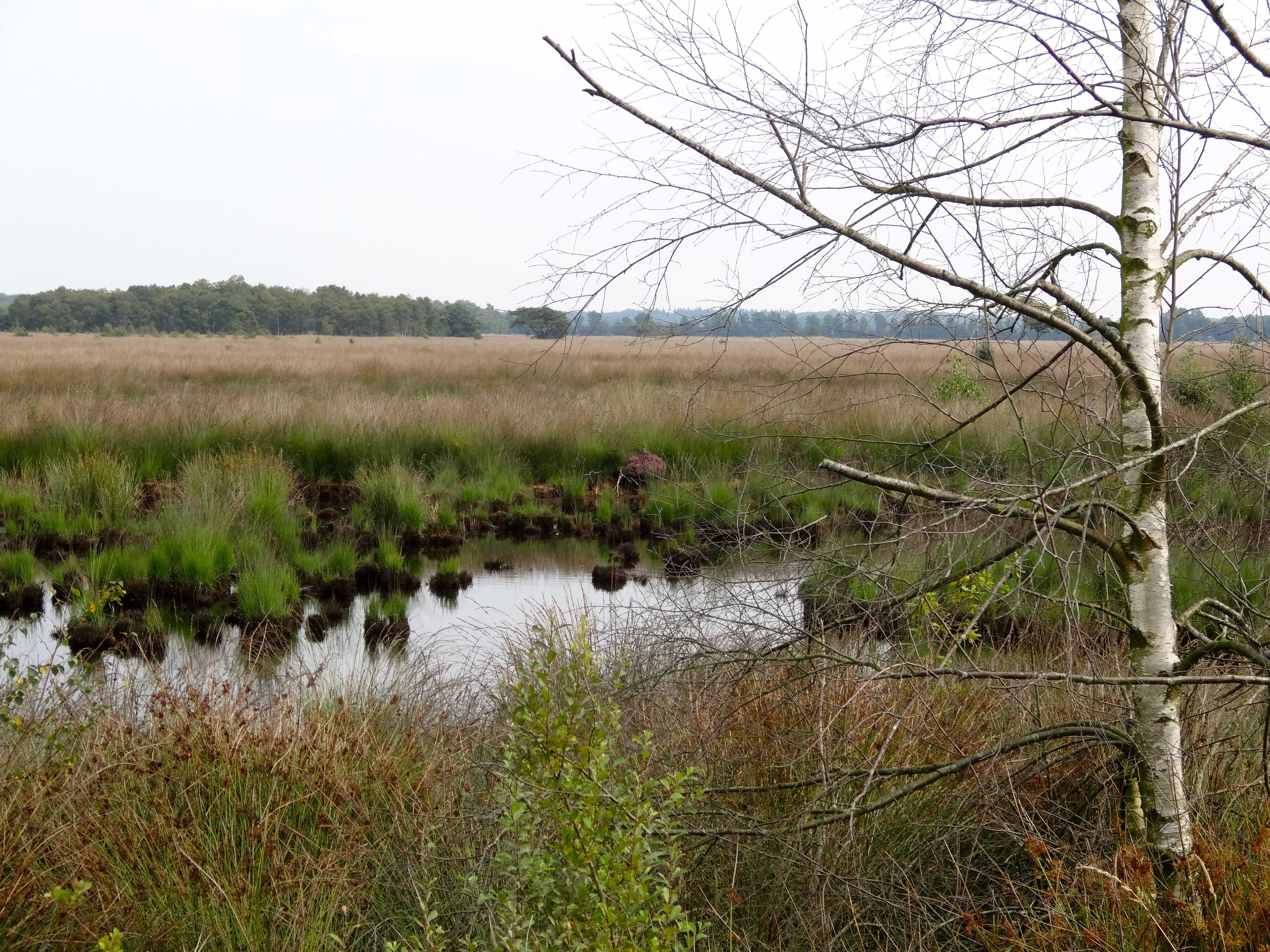
Wierdense Veld (Westerveenweg)
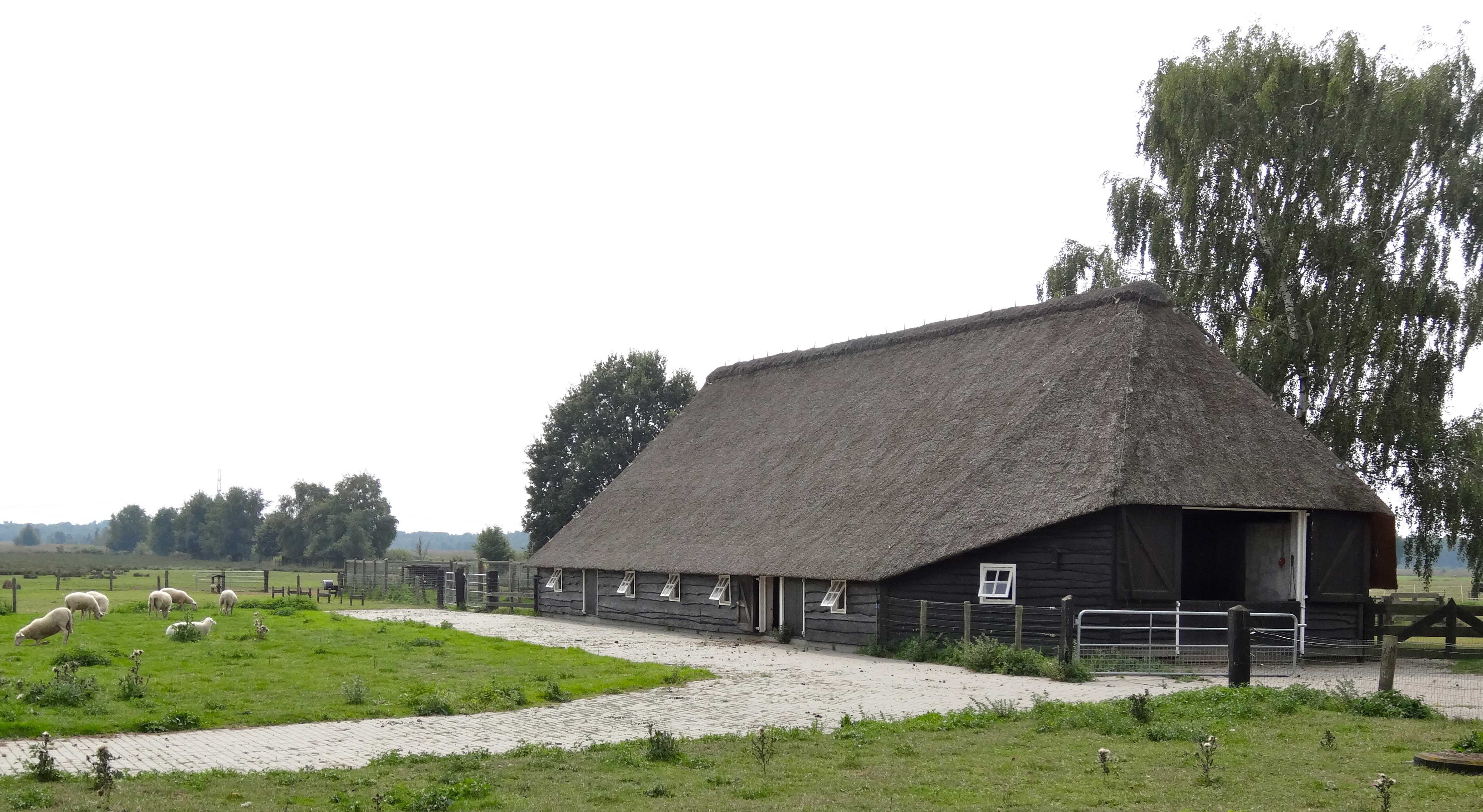
Wierdense Veld (Schaapskooi)
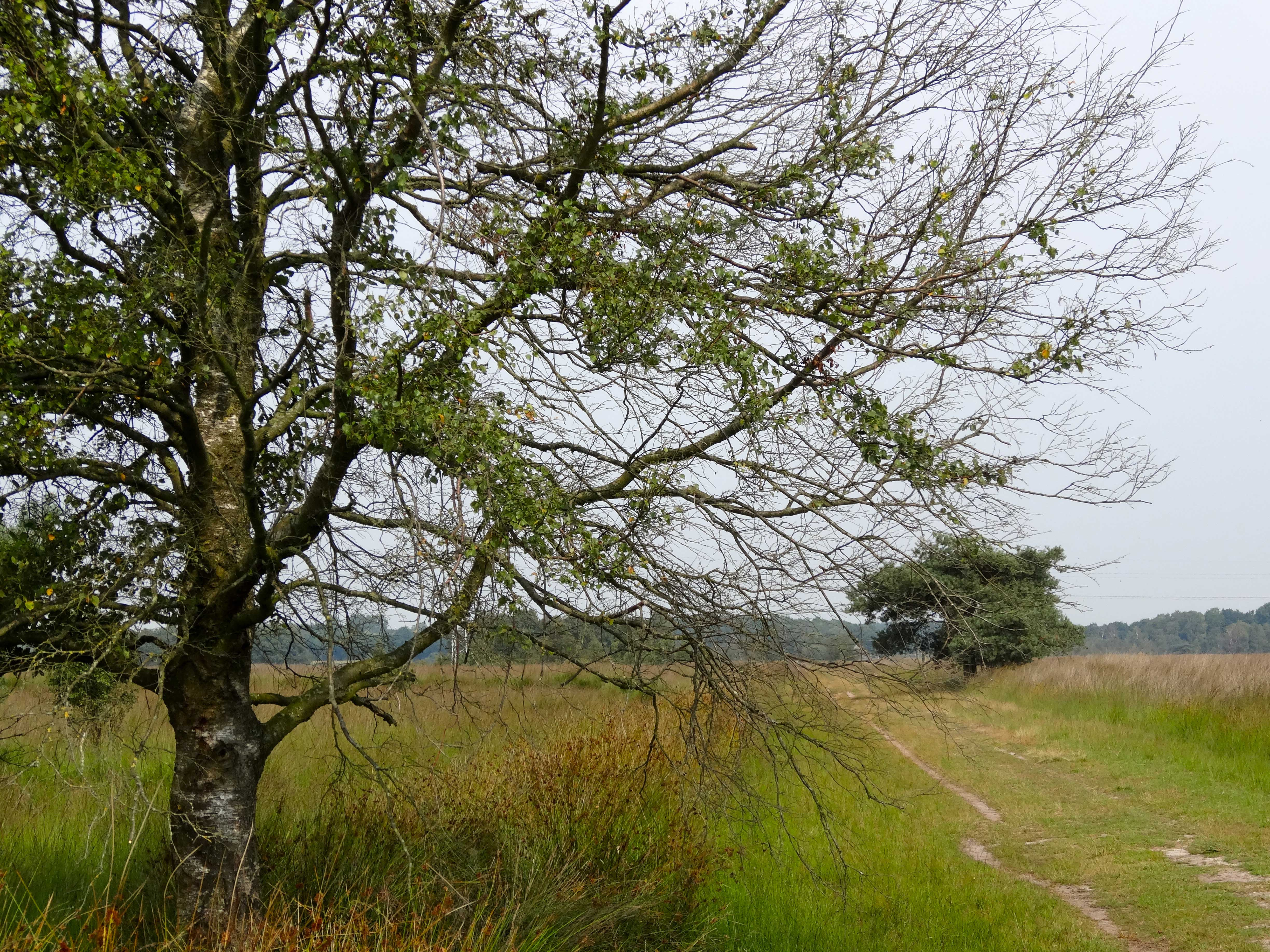
Wierdense Veld (Hortmeerweg)